# Flip Noorman

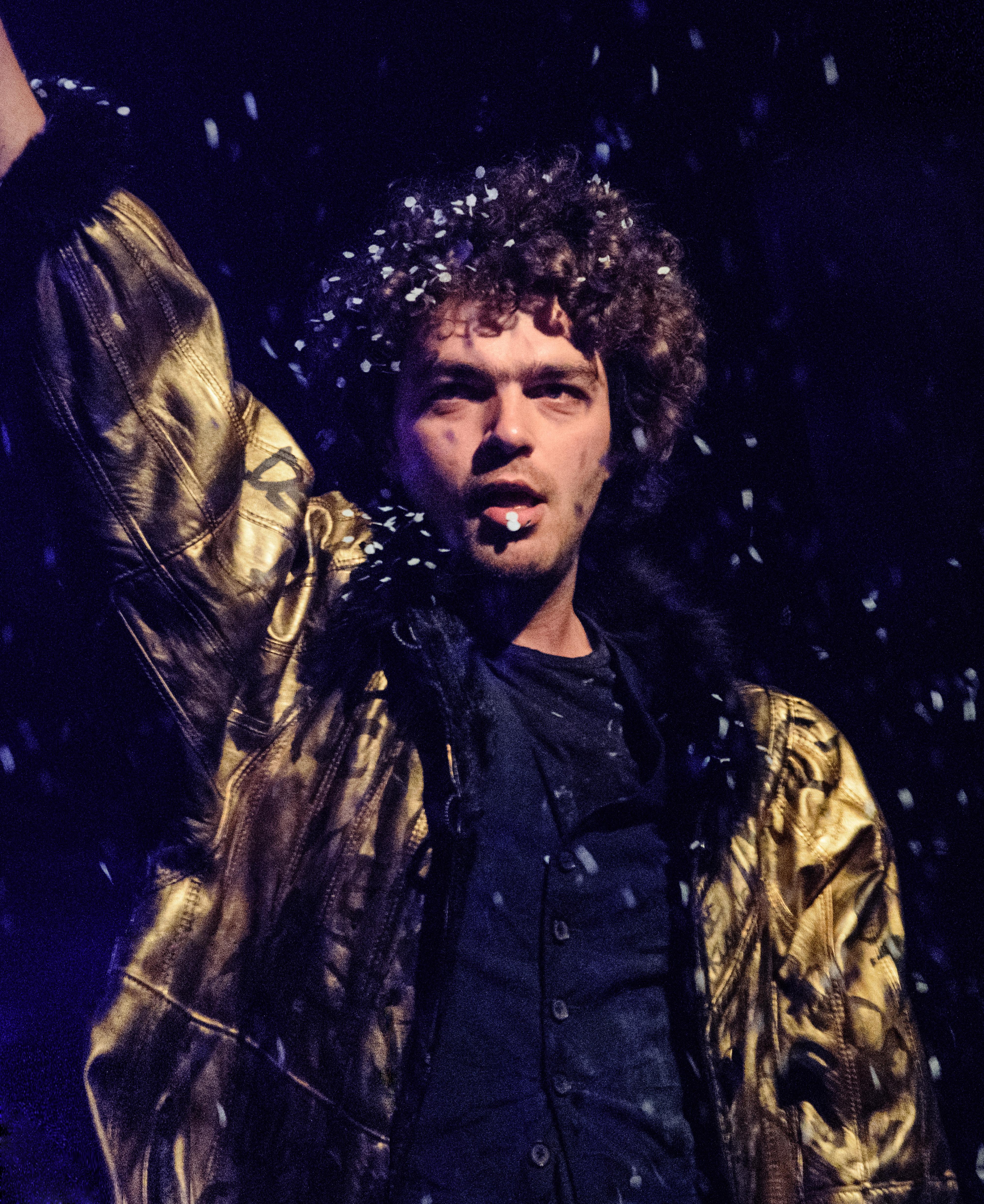
Flip Noorman tijdens zijn show De Big One (foto door Lindy Balduk)

Flip Noorman (1988) is een Nederlands zanger en kleinkunstenaar.
Noorman won in 2014 de Wim Sonneveldprijs op het Amsterdams Kleinkunst Festival.
Noorman heeft ook zijn eigen band, de Noormannen.
Met deze vijfmansband spelen ze vaak op theaterconcerten. Na het overlijden van Leonard Cohen bracht Noorman eenmalig een hommage in Paradiso, maar in theaterseizoen 2019/2020 volgt een tournee met zijn band.
Op 2 april 2023 werd de Annie M.G. Schmidt-prijs voor het beste Nederlandstalige theaterlied van 2022 toegekend aan zijn lied 'Ze weten wie je bent' uit het theaterprogramma 'Love it'.

## Albums
- Belsse parese (2013) - Bastaard Platen
- Make-Up (2016) - Bastaard Platen
- De Big One (2018) - Flip Records
- Flip Noorman zingt Leonard Cohen: Live vanuit De Kleine Komedie (2020) - Flip Records
- Amor Fati: De originele soundtrack  (2021) - Werkplaats Walhalla
- Love it (2022) - Flip Records
- Zingt Tom Waits (2023)